# Тейлсіттер

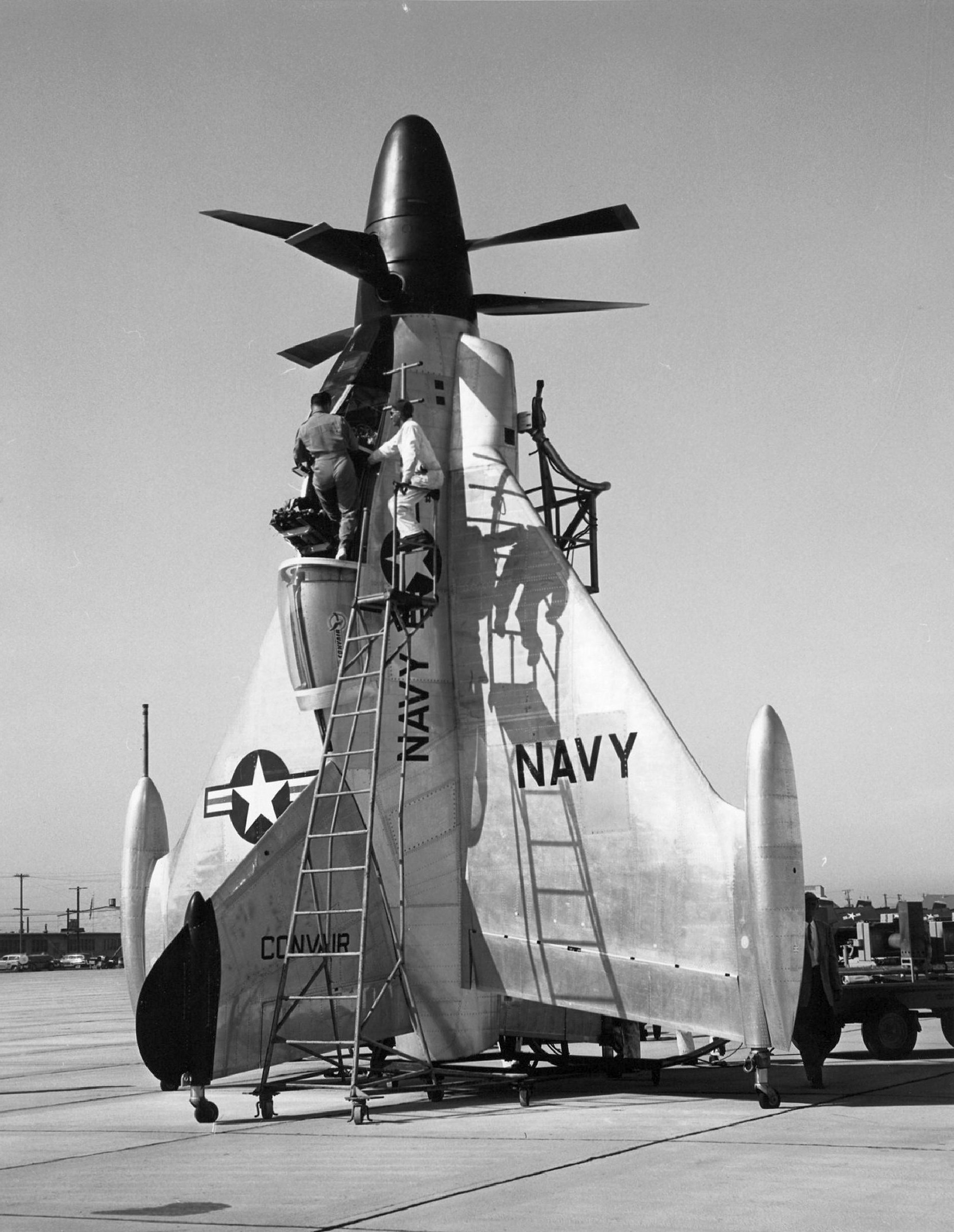
Тейлсіттер

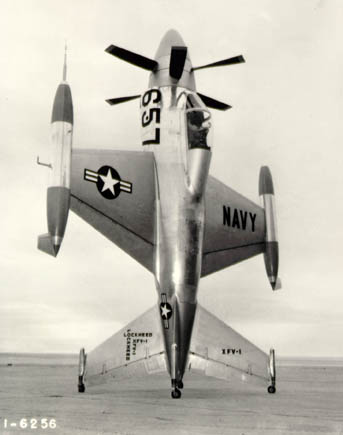
Lockheed XFV-1

Тейлсіттер (англ. tailsitter) — тип літального апарата, що здійснює вертикальний зліт і посадку на хвіст, а в польоті летить горизонтально.
Розробка таких літальних апаратів почалась наприкінці 1940-х і 1950-х років, коли авіаконструктори та планувальники оборони визнали потенційну цінність літаків з нерухомим крилом, які могли виконувати як вертикальний зліт, так і вертикальну посадку, а також переходити у звичайний горизонтальний, а за потреби повертатися до вертикального. Внутрішніми проблемами літака з хвостовим розташуванням були погана видимість із кабіни пілота та труднощі з керуванням, особливо під час вертикального зниження та посадки.